# دوبلن
شهر دوبلن در ایالت زاکسن در کشور آلمان واقع شده است.